# Реальне училище
Реа́льне учи́лище або реа́льна шко́ла — середній навчальний заклад у Російській імперії, зокрема й в Україні, із семирічним курсом навчання (зокрема 1 рік на додатковому відділі для підготовки до вступу у вищі навчальні заклади). На відміну від гімназій, у реальних училищах не вивчали класичні мови (латинську та давньогрецьку); головну увагу приділяли вивченню математики, фізики, природознавства та креслення. Варто зазначити, що в училищі була серйозна дисципліна. Між вчителями і учнями була взаємоповага. Жорстоких покарань дітей, як у державних школах, не було.
Випускники реальних училищ одержували кваліфікацію механіка та мали право на вступ до вищих технічних і сільськогосподарських навчальних закладів (інститутів), але не до університетів, а починаючи з 20 ст. також на фізико-математичні та медичні факультети університетів.
Після 1921 року уряд УРСР реальні училища перетворив на професійно-технічні училища.
У Галичині й на Буковині існували реальні гімназії з 8-річним і реальні школи із 7-річним курсом навчання.
1906 року на території України було 44 училища, та крім того — близько 20 реальних шкіл і гімназій у Галичині та Буковині.
Реальні школи зберегли свій статус і значимість у Західній Європі. Зокрема, в Німеччині школярі відвідують реальну школу (нім. Realschule)  із 5-го по 10-й клас. Вона забезпечує ґрунтовну загальну освіту та базові знання для професійної підготовки. Після закінчення школи випускнику видається атестат (нім. mittlerer Schulabschluss) про повну середню освіту (нім. Mittlere Reife).  Після закінчення реальної школи випускник має кращі шанси для проходження (дуального) навчання на підприємстві, порівняно з випускником загальної середньої школи, може отримати професійну шкільну освіту в  школі спеціалізованого професійного навчання (Berufsfachschule)). 